# Le Lion rugissant
Le Lion rugissant (The Roaring Lion) est un portrait photographique en noir et blanc de Winston Churchill pris en 1941 par le photographe arméno-canadien Yousuf Karsh dans l'édifice du Centre sur la colline du Parlement à Ottawa, Ontario, Canada. L’œuvre montre un Churchill de 67 ans déterminé, en tant que premier ministre du Royaume-Uni lors de la Seconde Guerre mondiale.

## Date et lieu de la photographie
La photographie a été prise le 30 décembre 1941 dans la Chambre du président de la Chambre des communes du Canada au Parlement à Ottawa après que Churchill ait prononcé son discours Some chicken, some neck devant les députés canadiens. La brève séance photo a été organisée par le premier ministre canadien William Lyon Mackenzie King.

## Description
Churchill est particulièrement connu pour sa posture et son expression faciale, interprétées selon les sentiments de guerre qui prévalaient au Royaume-Uni  —  la persévérance face à un ennemi conquérant. La séance photo ne devait durer que deux minutes. Karsh a demandé au Premier ministre de poser son cigare, car la fumée pourrait gêner l'image. Devant le refus de Churchill, juste avant de prendre la photo, Karsh se dirige vers le Premier ministre et lui dit : « Pardonnez-moi, monsieur », tout en arrachant le cigare de la bouche de son sujet. Karsh a déclaré: « Au moment où je suis revenu devant la caméra, il avait l'air si belliqueux qu'il aurait pu me dévorer,. » Son air renfrogné a été comparé à « un regard féroce comme s'il affrontait l'ennemi ». Après la prise de la photo, Churchill a déclaré : « Vous pouvez même immobiliser un lion rugissant pour qu'il soit photographié », donnant ainsi à l'image son nom remarquable.
L'USC Fisher Museum of Art (en) l'a décrit comme un « portrait provocateur et renfrogné [qui] est devenu instantanément une icône de la position britannique contre le fascisme».

## Utilisations
La photographie est apparue sur la couverture du numéro du 21 mai 1945 de Life, qui a acheté son utilisation unique pour 100 $. L'une des premières copies du négatif original est accrochée au mur de la chambre du président de la Chambre des communes du Canada, où l'image a été photographiée. En 2008, Postes Canada a émis un timbre commémoratif de 1,60 dollar canadien (CAD) représentant l'image. 325 000 exemplaires en ont été imprimés. Depuis 2013, il apparaît sur le billet de 5 £ émis par la Banque d'Angleterre. En 2019, la Monnaie royale canadienne, avec la permission du domaine Karsh, a publié une pièce en argent de 10 onces (280 g) d'une valeur de 100 CAD. Seuls 700 exemplaires ont été frappés.
Le négatif original et la vaste collection d'images de Karsh ont été donnés par sa succession à Bibliothèque et Archives Canada en 1992. Depuis, les copies tirées du négatif original ne sont plus autorisées.

## Impact sur la carrière de Karsh
L'image résultante, l'un des portraits les plus emblématiques du XXe siècle, a lancé la carrière internationale de Karsh.
Des tirages signés de ce portrait, réalisés à l'atelier de Karsh, ont été réalisés à l'aide de gélatine argentique sur papier. Ils étaient signés « © Y Karsh Ottawa » au marqueur blanc dans le coin inférieur gauche ou inférieur droit. Cela a ensuite été remplacé par Karsh signant à l'encre sur l'un des coins inférieurs de la bordure blanche entourant la photographie. Les premiers formats d'impression avaient pour dimensions 220 × 280 mm ou 280 × 360 mm, pour progresser vers 410 × 510 mm et 510 × 610 mm au cours des années suivantes.

## Vol d'un tirage original signé
En 1998, une copie originale de l'image, signée par l'auteur, a été installée dans la salle de lecture de l'hôtel Fairmont Château Laurier à Ottawa, où Karsh et son épouse Estrellita avaient vécu et où le photographe exploitait son studio de 1972 à 1992.
Le 19 août 2022, un membre du personnel remarque que le cadre de la photo ne correspond pas aux cinq autres portraits du salon, dont Karsh avait également fait don. Fielder identifie ensuite le portrait comme un faux,,. 
Lorsque le vol est découvert, la nouvelle fait le tour du monde. Des gens envoient des photos qu'ils avaient prises du Lion rugissant lors de visites précédentes. Ces photos montraient soit l'original, soit le faux et pouvaient être datées. En étudiant les photos, les enquêteurs ont pu déterminer que la première photo du faux a été prise le 6 janvier 2022 et que la dernière photo de l'original a été prise le 25 décembre 2021, ce qui signifie que le vol a eu lieu entre ces dates.
Entre le 25 décembre 2021 et le 6 janvier 2022, Ottawa était en confinement en raison de la COVID-19. Il y avait très peu de clients dans l'hôtel. Il y avait peu de membres du personnel en service et le bar et le restaurant de l'hôtel étaient fermés. Comme il n'y avait personne dans la rue, les enquêteurs ont déterminé que le vol avait été commis par quelqu'un qui travaillait à l'hôtel. Le 11 septembre 2024, l'impression originale signée du Château Laurier du Lion rugissant est retrouvée en Italie.